# 걸즈 앤 판처 극장판
《걸즈 앤 판처 극장판》(일본어: ガールズ&パンツァー 劇場版)은 일본의 TVA 걸즈 앤 판처 애니메이션의 극장판으로, 2015년에 공개된 일본의 애니메이션 영화이다. 또한 걸즈 앤 판처 극장판은 TVA 이후의 이야기를 다루고 있으며, 2016년 2월부터는 4DX 상영도 시작했다.

## 줄거리
대학선발팀 vs 오아라이 & 올스타 고교팀, 이번엔 섬멸전이다!!
전차도로 유명한 니시즈미 집안의 ‘미호’는 우여곡절 끝에 학교를 폐교 위기에서 구하고 오아라이 여고의 전차도 팀들은 편한 마음으로 우승기념 시범경기를 펼친다. 그런데 시범경기 뒷풀이 자리에서 갑자기 학생회장 안즈를 호출하는 방송이 흘러나오고 전차도 학생들도 학교로 돌아가는데 정문이 폐쇄되어 혼란에 빠진다. 그리고 학교로 돌아온 안즈로부터 갑작스러운 비보를 듣는 오아라이 전차도 팀원들은 망연자실한다. 문부과학성에서 우승을 하면 폐교조치를 철회하겠다고 해 놓고 그건 어디까지나 구두 약속이었을 뿐 확약은 아니었다며 발뺌을 하고 나온 것이었다. 결국 오아라이 여고는 폐교가 결정되고, 참다못해 미호의 엄마인 니시즈미 당주가 나서 시마다류 후계자가 대장으로 있는 대학선발팀과의 시합에 승리하면 폐교를 철회하겠다는 말도 안 되는 제안까지 얻어내는데..

## 등장하는 전차
전차가 주로 되는 영화이다 보니, 여러 전차들이 등장한다.
- 97식 중전차 치하
- 95식 경전차
- 89식 중전차
- 3식 중전차 치누
- 5호 전차 판터
- M26 퍼싱
- T-34/85
- IS-2
- KV-2
- BT-42
- 헤처
- 6호 전차 티거
- 6호 전차 티거2
- 셔먼 파이어플라이
- 3호 돌격포
- 4호 전차 H형
- 센츄리온 전차
- 처칠 전차
- M1A1 셔먼
- M4 셔먼
- M3 리
- M24 채피
- 샤르 B1 bis
- 크루세이더 순항전차
- 마틸다 보병전차

## 같이 보기
- 걸즈 앤 판처